# هيجينيو مورينيغو
هيجينيو مورينيغو (بالإسبانية:Higinio Morínigo) كان ضابطًا عسكريًا وسياسيًا بشغل منصب الرئيس الخامس والثلاثين لباراغواي من عام 1940 إلى عام 1948، وحكم كديكتاتور عسكري.

## الحياة المبكرة والمسيرة العسكرية
ولد في 11 يناير 1897 في باراغواري ، لعائلة ميستيثو من التجار. نشأ وهو يتحدث الإسبانية والغوارانية.
التحق بالكلية العسكرية والتحق بالجيش الباراغواياني عام 1922. شارك في حرب تشاكو وعُيّن رئيسًا لأركان الجيش عام 1936. اكتسب
شهرة في باراغواي خلال ثورة فبراير عام 1932،بقيادة بعثة إلى موقع معركة سيرو كورا لاستعادة رفات فرانسيسكو سولانو لوبيز . قام الرئيس خوسيه فيليكس استيغاريبيا،وهو بطل من أبطال حرب تشاكو ومؤيد للحزب الليبرالي،بترقيته إلى رتبة فريق أول وعيّنه وزيرًا للحرب في 2 مايو 1940.
بعد وفاة استيغاريبيا غير المتوقعة في حادث تحطم طائرة في السابع من سبتمبر، تم اختياره من قبل الجيش والوزراء الليبراليين كرئيس مؤقت لفترة الشهرين المؤدية إلى انتخابات رئاسية جديدة.

## الدكتاتورية (1940-1948)
في 30 سبتمبر 1940، وبعد تفاقم الخلافات مع الرئيس، استقال الوزراء الليبراليون من الحكومة. وفي 16 أكتوبر، أعلن تأجيل الانتخابات الرئاسية لمدة عامين،وسرعان ما أعلن عن سياسة "الانضباط والتسلسل الهرمي والنظام "وصرح بأن من ينشر أفكارًا هدامة سيُسجن.
في 30 نوفمبر، حظر جميع الأحزاب السياسية وفرض حالة حصار، مما منحه الحق في تعليق الحريات المدنية واعتقال واحتجاز الأشخاص دون محاكمة. وفي خطاب إذاعي ظهري أُعْلِنَ فيه عن هذه الإجراءات،أعلن : "سيكون الشعب والجيش من الآن فصاعدًا تحت قيادة واحدة". في انقلابه الذاتي وحكمه اللاحق، استفاد بشكل كبير من دستور عام 1940،وهو وثيقة استبدادية شديدة وضعها إستيغاريبيا قبل بضعة أشهر، ومنح الرئيس سلطات تنفيذية واسعة.
لتعزيز سلطته، أقال في 4 فبراير 1941 العقيد المؤثر بيريديس من منصب وزير الداخلية . وفي 17 أبريل 1941، قمع انتفاضة أنصار ثورة فبراير .

### التعاطف مع الفاشية
كما هو الحال في دول أمريكا الجنوبية الأخرى، كانت التعاطفات مع النازية والفاشية قويةً للغاية في ذلك الوقت في المجتمع وبين الضباط العسكريين. بعد دخول الولايات المتحدة الحرب العالمية الثانية عام 1941، حاولت الضغط عليه للحد من نفوذ أنصار دول المحور . حافظ على حياد باراغواي طوال معظم فترة الحرب. لم يعلن الحرب رسميًا على دول المحور إلا في فبراير 1945، دون إرسال أي جنود للقتال.
أثار تنامي النفوذ الألماني في المنطقة وميل الأرجنتين نحو دول المحور قلق الولايات المتحدة، التي سعت إلى إبعاد باراغواي عن النفوذ الألماني والأرجنتيني في الوقت نفسه، سعت الولايات المتحدة إلى تعزيز حضورها في المنطقة، وسعت إلى تعاون وثيق مع البرازيل، الخصم التقليدي للأرجنتين. ولتحقيق هذه الغاية، قدمت الولايات المتحدة لباراغواي مبالغ طائلة من الأموال والإمدادات بموجب اتفاقية الإعارة والتأجير ، وقروضًا للأشغال العامة، وقدّمت مساعدة فنية في مجالي الزراعة والرعاية الصحية. وأيدت وزارة الخارجية الأمريكية توثيق العلاقات بين البرازيل وباراغواي، ودعمت بشكل خاص عرض البرازيل تمويل مشروع طريق يهدف إلى تقليل اعتماد باراغواي على الأرجنتين.
لم تُؤخذ احتجاجات الولايات المتحدة على الأنشطة الألمانية والأرجنتينية في باراغواي بصدر رحب. فبينما حددت الولايات المتحدة مصالحها بمقاومة التهديد الفاشي، اعتقد المسؤولون الباراغوايانيون أن مصالحهم تكمن في المصلحة الاقتصادية، وترددوا في استعداء ألمانيا حتى تتضح معالم الحرب. واعتقد كثير من الباراغوايانيين أن ألمانيا لا تُشكل تهديدًا لسيادة باراغواي أكثر من الولايات المتحدة.
على الرغم من استياء الولايات المتحدة وبريطانيا، رفض مورينيجو العمل ضد المصالح الاقتصادية والدبلوماسية الألمانية حتى نهاية الحرب. نجح عملاء ألمانيا في تحويل العديد من الباراغوايانيين إلى دول المحور. تأسس أول فرع للحزب النازي في أمريكا الجنوبية في باراغواي عام 1941. أصبحت مدارس المهاجرين الألمان ، والكنائس، والمستشفيات، والتعاونيات الزراعية، والمجموعات الشبابية، والجمعيات الخيرية داعمين نشطين لدول المحور. عرضت جميع هذه المنظمات صلبانًا معقوفة وصورًا لأدولف هتلر بشكل بارز .
كان نظامه مؤيدًا لدول المحور. وكان عدد كبير من الضباط العسكريين والمسؤولين الحكوميين الباراغوايانيين متعاطفين علنًا مع دول المحور. وكان من بين هؤلاء المسؤولين قائد الشرطة الوطنية، الذي أطلق على ابنه أدولفو هيروهيتو اسم أشهر قادة دول المحور. وبحلول عام 1941، تبنت صحيفة " إل بايس" الرسمية موقفًا مؤيدًا لألمانيا بشكل علني. وفي الوقت نفسه، فرضت الحكومة رقابة صارمة على النقابات العمالية المؤيدة للحلفاء . وارتدى طلاب الشرطة الصليب المعقوف والشارات الإيطالية على زيهم الرسمي.
مع ذلك، منح الهجوم الياباني على بيرل هاربور في ديسمبر 1941 وإعلان ألمانيا الحرب على الولايات المتحدة النفوذ الذي احتاجته الولايات المتحدة لإجبار مورينيجو على الالتزام علنًا بقضية الحلفاء. قطع مورينيجو رسميًا العلاقات الدبلوماسية مع دول المحور عام 1942، رغم أنه لم يعلن الحرب على ألمانيا حتى فبراير 1945. مع ذلك، حافظ مورينيجو على علاقات وثيقة مع الجيش الأرجنتيني الخاضع لتأثير ألمانيا القوي طوال الحرب، ووفّر ملاذًا آمنًا لجواسيس وعملاء دول المحور.
سهّل اندلاع الحرب العالمية الثانية مهمة مورينيجو في حكم باراغواي مع الحفاظ على رضى الجيش، إذ حفّز الطلب على منتجات التصدير الباراغوايانية، كاللحوم والجلود والقطن، وعزز عائدات صادرات البلاد. والأهم من ذلك، أن سياسة الولايات المتحدة تجاه أمريكا اللاتينية في ذلك الوقت جعلت باراغواي مؤهلة للحصول على مساعدات اقتصادية كبيرة. تلقت باراغواي مساعدات مالية أمريكية استُخدمت في تحسين الطرق ومشاريع البنية التحتية الأخرى.

### التحرير بعد الحرب
اجتاحت الضغوط الأمريكية من أجل الديمقراطية أمريكا الجنوبية بعد الحرب. في 9 يونيو 1946، أقال مورينيجو العقيد بينيتيز فيرا، القائد اليميني للجيش، وسحق انتفاضة قصيرة لأنصار فيرا. ثم شكل حكومة ائتلافية مدنية شكلها أعضاء حزب كولورادو وحركة فيبرستا اليسارية ، أتباع الديكتاتور السابق رافائيل فرانكو ، وسمح ببعض الحريات السياسية، وذهب إلى حد إضفاء الشرعية على الحزب الشيوعي الباراغواياني.  وعلى الرغم من كل هذا، أمر في سبتمبر 1946 بقمع جماعات المعارضة واستخدم جماعة الراية الحمراء شبه العسكرية لمهاجمة مكتب صحيفة إل باييس الليبرالية .

### الحرب الأهلية عام 1947
وبسبب شعورهم بأنه كان يفضل اليمين المتطرف في كولورادو، تحالف الفبرايريون مع الحزب الليبرالي والحزب الشيوعي في الحرب الأهلية عام 1947 .
استغلت الأحزاب السياسية تخفيف الدكتاتورية لتأكيد نفوذها في مؤسسات الدولة. في يناير/كانون الثاني 1947، سيطر ضباط موالون لحزب كولورادو على الجيش، وفي 11 يناير/كانون الثاني، انسحب الفبريستا من الحكومة ودعوا الجيش للإطاحة بمورينيجو، الذي ردّ بإعلان حالة حصار واعتقال الفبريستا والليبراليين والشيوعيين.
في السابع من مارس، اندلعت حرب أهلية دامية. ورغم معارضة 80% من الجنود و90% من الضباط له، حظي مورينيجو بدعم ميليشيات حزب كولورادو والرئيس الأرجنتيني خوان بيرون ؛ وتمكن من الانتصار في صراع تسبب في مقتل آلاف الأشخاص ونزوح ما يصل إلى 300 ألف شخص كلاجئين.  وكان الديكتاتور المستقبلي ألفريدو ستروسنر أحد الضباط القلائل الذين ظلوا موالين لمورينجو خلال الحرب الأهلية. وعلى مدى السنوات الخمس عشرة التالية، كان حزب كولورادو هو الحزب القانوني الوحيد في باراغواي.

### الإقالة من السلطة
في 15 فبراير 1948، نظم مورينيجو انتخابات رئاسية فاز بها المرشح الوحيد المسموح له بالترشح، خوان ناتاليسيو غونزاليس - زعيم فصيل الراية الحمراء لحزب كولورادو. في مقابل دعمه لغونزاليس للرئاسة، كان مورينيجو سيستمر في منصب القائد الأعلى بمجرد تخليه عن الرئاسة. واشتكى بعض الموالين لحزب كولورادو بقيادة فيليبي مولاس لوبيز في 3 يونيو من أن مورينيجو كان ينوي استخدام هذا كوسيلة للاحتفاظ بالسلطة، فثار عليه وأرسلوه إلى المنفى في الأرجنتين. أدى رئيس المحكمة العليا خوان مانويل فروتوس اليمين الدستورية كرئيس مؤقت، وخدم آخر شهرين من ولايته حتى تنصيب غونزاليس رسميًا في 15 أغسطس 1948.